# Kamer van volksvertegenwoordigers (samenstelling 1958-1961)
De lijst van leden van de Belgische Kamer van volksvertegenwoordigers van 1958 tot 1961. De Kamer van volksvertegenwoordigers telde toen nog 212 leden.  Het nationale kiesstelsel was in die periode gebaseerd op algemeen enkelvoudig stemrecht voor alle Belgen van 21 jaar en ouder, volgens een systeem van evenredige vertegenwoordiging op basis van de methode-D'Hondt, gecombineerd met een districtenstelsel.
De 37ste legislatuur van de Kamer van volksvertegenwoordigers liep van 18 juni 1958 tot 16 februari 1961 en volgde uit de verkiezingen van 1 juni 1958.
Tijdens deze legislatuur waren achtereenvolgens de regering-G. Eyskens II (juni - november 1958) en de regering-G. Eyskens III (november 1958 - april 1961) in functie. De regering-G. Eyskens II was een minderheidsregering van de christendemocratische CVP-PSC, gesteund door Volksunie en de liberale verkozenen Adolphe Van Glabbeke en Hilaire Lahaye. De regering-G. Eyskens III en de regering-G. Eyskens IV steunden op een meerderheid van CVP-PSC en de Liberale Partij.
De oppositie bestond dus uit de BSP-PSB, de Liberale Partij (tot november 1958), Volksunie (vanaf november 1958) en KPB-PCB.

## Zittingen
In de 37ste zittingsperiode (1958-1961) vonden vier zittingen plaats. Van rechtswege kwamen de Kamers ieder jaar bijeen op de tweede dinsdag van november.
| Zitting                   | Opening          | Sluiting         |
| ------------------------- | ---------------- | ---------------- |
| buitengewone zitting 1958 | 18 juni 1958     | 5 november 1958  |
| 2de zitting 1958-1959     | 11 november 1958 | 5 november 1959  |
| 3de zitting 1959-1960     | 10 november 1959 | 7 november 1960  |
| 4de zitting 1960-1961     | 8 november 1960  | 21 februari 1961 |

## Samenstelling
| Fractie | Fractie         | Zetels |
| ------- | --------------- | ------ |
|         | CVP-PSC         | 104    |
|         | BSP-PSB         | 84     |
|         | Liberale Partij | 21     |
|         | KPB-PCB         | 2      |
|         | Volksunie       | 1      |

## Lijst van de volksvertegenwoordigers
| Volksvertegenwoordiger          | Partij    | Kieskring                 | Opmerkingen |
| ------------------------------- | --------- | ------------------------- | --- |
| Frans Van Cauwelaert            | CVP-PSC   | Antwerpen                 | |
| Leo Delwaide                    | CVP-PSC   | Antwerpen                 | |
| Josse Mertens de Wilmars        | CVP-PSC   | Antwerpen                 | Vervangt vanaf 18 november 1958 de overleden Albert Verlackt. |
| Maria-Theresia De Moor-Van Sina | CVP-PSC   | Antwerpen                 | |
| Louis Kiebooms                  | CVP-PSC   | Antwerpen                 | |
| Georges Loos                    | CVP-PSC   | Antwerpen                 | Secretaris vanaf 8 november 1960. |
| Jozef Posson                    | CVP-PSC   | Antwerpen                 | |
| Antoon Fimmers                  | CVP-PSC   | Antwerpen                 | |
| Eduard Dehandschutter           | CVP-PSC   | Antwerpen                 | |
| Camille Huysmans                | BSP-PSB   | Antwerpen                 | Tot 11 november 1958 parlementsvoorzitter en voorzitter van de commissie Algemene Zaken, de commissie Buitenlandse Zaken en de commissie Openbaar Onderwijs. |
| Louis Major                     | BSP-PSB   | Antwerpen                 | |
| Lode Craeybeckx                 | BSP-PSB   | Antwerpen                 | |
| Frans Detiège                   | BSP-PSB   | Antwerpen                 | |
| Mathilde Schroyens              | BSP-PSB   | Antwerpen                 | |
| Jos Van Eynde                   | BSP-PSB   | Antwerpen                 | |
| Jozef Van Cleemput              | BSP-PSB   | Antwerpen                 | |
| Frans Christiaenssens           | BSP-PSB   | Antwerpen                 | |
| Frans Grootjans                 | LP        | Antwerpen                 | |
| Ferdinand Boey                  | LP        | Antwerpen                 | |
| Frans Van der Elst              | Volksunie | Antwerpen                 | |
| Alfons Verbist                  | CVP-PSC   | Mechelen                  | |
| Emiel Van Hamme                 | CVP-PSC   | Mechelen                  | |
| Jos De Saeger                   | CVP-PSC   | Mechelen                  | |
| Jozef Smedts                    | CVP-PSC   | Mechelen                  | |
| Antoon Spinoy                   | BSP-PSB   | Mechelen                  | |
| Jan Van Winghe                  | BSP-PSB   | Mechelen                  | |
| Lode Peeters                    | CVP-PSC   | Turnhout                  | |
| Julius Mertens                  | CVP-PSC   | Turnhout                  | |
| Francis Tanghe                  | CVP-PSC   | Turnhout                  | |
| Octaaf Verboven                 | CVP-PSC   | Turnhout                  | |
| Kamiel Berghmans                | CVP-PSC   | Turnhout                  | |
| Josse Van Heupen                | BSP-PSB   | Turnhout                  | |
| Paul Vanden Boeynants           | CVP-PSC   | Brussel                   | |
| Arthur Gilson                   | CVP-PSC   | Brussel                   | |
| Renaat Van Elslande             | CVP-PSC   | Brussel                   | |
| Marguerite De Riemaecker-Legot  | CVP-PSC   | Brussel                   | |
| Raymond Scheyven                | CVP-PSC   | Brussel                   | |
| Jan Van den Eynde               | CVP-PSC   | Brussel                   | Quaestor. |
| André Saint-Rémy                | CVP-PSC   | Brussel                   | |
| Corneel Verbaanderd             | CVP-PSC   | Brussel                   | |
| Charles du Bus de Warnaffe      | CVP-PSC   | Brussel                   | Tot 11 november 1958 ondervoorzitter en voorzitter van de commissie Binnenlandse Zaken en de commissie Justitie. Tevens voorzitter van de CVP-PSC-fractie. |
| Raymond Barbé                   | CVP-PSC   | Brussel                   | |
| Leo Lindemans                   | CVP-PSC   | Brussel                   | |
| Jean Debucquoy                  | CVP-PSC   | Brussel                   | |
| Hubert Vandenhende              | CVP-PSC   | Brussel                   | |
| Joseph Bracops                  | BSP-PSB   | Brussel                   | |
| Victor Larock                   | BSP-PSB   | Brussel                   | |
| Guy Cudell                      | BSP-PSB   | Brussel                   | |
| Hendrik Fayat                   | BSP-PSB   | Brussel                   | |
| Frans Gelders                   | BSP-PSB   | Brussel                   | |
| Hervé Brouhon                   | BSP-PSB   | Brussel                   | |
| Lucien Radoux                   | BSP-PSB   | Brussel                   | |
| Marc-Antoine Pierson            | BSP-PSB   | Brussel                   | |
| Fernand Brunfaut                | BSP-PSB   | Brussel                   | Ondervoorzitter en voorzitter van de commissie Verkeerswezen, de commissie Volksgezondheid en Gezin en de commissie Openbare Werken. Brunfaut was tevens tot 11 november 1958 voorzitter van de commissie Wederopbouw en vanaf 11 november 1958 voorzitter van de commissie Culturele Aangelegenheden. |
| Julien Geldof                   | BSP-PSB   | Brussel                   | |
| Jeanne Vanderveken-Van De Plas  | BSP-PSB   | Brussel                   | |
| Jules-Désiré Messinne           | BSP-PSB   | Brussel                   | |
| François-Henri Guillaume        | BSP-PSB   | Brussel                   | |
| Jacques Van Offelen             | LP        | Brussel                   | |
| Ernest Demuyter                 | LP        | Brussel                   | |
| Georges Mundeleer               | LP        | Brussel                   | Vervangt vanaf 29 november 1960 Lucien Cooremans, die voltijds burgemeester van Brussel wordt. |
| Charles Jacques Janssens        | LP        | Brussel                   | Voorzitter van de LP-fractie tot 25 oktober 1960. |
| Marcel Piron                    | LP        | Brussel                   | |
| René Drèze                      | LP        | Brussel                   | |
| Albert de Vleeschauwer          | CVP-PSC   | Leuven                    | |
| Gaston Eyskens                  | CVP-PSC   | Leuven                    | |
| Fernand Hermans                 | CVP-PSC   | Leuven                    | |
| Maurice Schot                   | CVP-PSC   | Leuven                    | |
| François Tielemans              | BSP-PSB   | Leuven                    | |
| Jozef Feyaerts                  | BSP-PSB   | Leuven                    | |
| Paul Kronacker                  | LP        | Leuven                    | Vanaf 11 november 1958 parlementsvoorzitter en voorzitter van de commissie Buitenlandse Zaken. |
| Léon Delhache                   | CVP-PSC   | Nijvel                    | |
| Léon Ernest Deltenre            | BSP-PSB   | Nijvel                    | |
| Justin Peeters                  | BSP-PSB   | Nijvel                    | |
| Auguste Baccus                  | BSP-PSB   | Nijvel                    | |
| Gaston Moulin                   | KPB-PCB   | Nijvel                    | Voorzitter van de KPB-PCB-fractie. |
| Gerard Eneman                   | CVP-PSC   | Brugge                    | |
| Alfons De Nolf                  | CVP-PSC   | Brugge                    | |
| Maurice Devriendt               | CVP-PSC   | Brugge                    | |
| Achiel Van Acker                | BSP-PSB   | Brugge                    | |
| Julius Wostyn                   | BSP-PSB   | Brugge                    | |
| Leopold Verhenne                | CVP-PSC   | Kortrijk                  | |
| André Dequae                    | CVP-PSC   | Kortrijk                  | Van 11 november 1958 tot 3 september 1960 ondervoorzitter en voorzitter van de commissie Buitenlandse Handel, de commissie Belgisch Congo en Ruanda-Urundi en de commissie Financiën. |
| Robert Devos                    | CVP-PSC   | Kortrijk                  | |
| Albert Lavens                   | CVP-PSC   | Kortrijk                  | |
| Jules Deconinck                 | BSP-PSB   | Kortrijk                  | |
| Marcel Demets                   | BSP-PSB   | Kortrijk                  | |
| Jan Piers                       | CVP-PSC   | Veurne-Diksmuide-Oostende | |
| Dries Claeys                    | CVP-PSC   | Veurne-Diksmuide-Oostende | |
| Roger De Kinder                 | BSP-PSB   | Veurne-Diksmuide-Oostende | |
| Hubert De Groote                | BSP-PSB   | Veurne-Diksmuide-Oostende | |
| Maurice Quaghebeur              | LP        | Veurne-Diksmuide-Oostende | Vervangt vanaf 7 juli 1959 de overleden Adolphe Van Glabbeke. |
| Albert De Gryse                 | CVP-PSC   | Roeselare-Tielt           | Secretaris tot 3 september 1960. |
| Camiel Verhamme                 | CVP-PSC   | Roeselare-Tielt           | |
| Guido Gillès de Pelichy         | CVP-PSC   | Roeselare-Tielt           | |
| Magdalena Van Daele-Huys        | CVP-PSC   | Roeselare-Tielt           | |
| Arthur Sercu                    | BSP-PSB   | Roeselare-Tielt           | |
| Fernand Lefère                  | CVP-PSC   | Ieper                     | |
| Marcel Bode                     | CVP-PSC   | Ieper                     | |
| Hilaire Lahaye                  | LP        | Ieper                     | Voorzitter van de LP-fractie vanaf 25 oktober 1960. |
| Eugeen Moriau                   | CVP-PSC   | Aalst                     | |
| Ludovic Moyersoen               | CVP-PSC   | Aalst                     | Ondervoorzitter en voorzitter van de commissie Landbouw. Moyersoen was tot 11 november 1958 tevens voorzitter van de commissie Landsverdediging, vanaf 11 november 1958 voorzitter van de commissie Binnenlandse Zaken en de commissie Justitie, tot 29 november 1960 voorzitter van de commissie Middenstand en vanaf 29 november 1960 voorzitter van de commissie Afrikaanse Zaken en de commissie Coördinatie van de Institutionele Hervormingen. |
| Albert Vanden Berghe            | CVP-PSC   | Aalst                     | |
| Robert Van Trimpont             | BSP-PSB   | Aalst                     | |
| Albert Van Hoorick              | BSP-PSB   | Aalst                     | |
| Louis D'haeseleer               | LP        | Aalst                     | Secretaris. |
| Jan Verroken                    | CVP-PSC   | Oudenaarde                | |
| Michel Van Caeneghem            | CVP-PSC   | Oudenaarde                | |
| Liban Martens                   | LP        | Oudenaarde                | |
| August De Schryver              | CVP-PSC   | Gent-Eeklo                | |
| Théo Lefèvre                    | CVP-PSC   | Gent-Eeklo                | |
| Geeraard Van den Daele          | CVP-PSC   | Gent-Eeklo                | |
| Placide De Paepe                | CVP-PSC   | Gent-Eeklo                | Secretaris tot 8 november 1960, vanaf 8 november 1960 ondervoorzitter en vanaf 29 november 1960 voorzitter van de commissie Middenstand, de commissie Tewerkstelling en Arbeid en de commissie Sociale Voorzorg. |
| Paul Eeckman                    | CVP-PSC   | Gent-Eeklo                | Secretaris vanaf 8 november 1960. |
| Adhémar d'Alcantara             | CVP-PSC   | Gent-Eeklo                | |
| Maurice Dewulf                  | CVP-PSC   | Gent-Eeklo                | |
| Edward Anseele jr.              | BSP-PSB   | Gent-Eeklo                | |
| Amédée De Keuleneir             | BSP-PSB   | Gent-Eeklo                | |
| Arthur De Sweemer               | BSP-PSB   | Gent-Eeklo                | |
| Jozef Chalmet                   | BSP-PSB   | Gent-Eeklo                | Quaestor. |
| Willy De Clercq                 | LP        | Gent-Eeklo                | Vervangt vanaf 11 november 1958 Henri Liebaert, die om beroepsredenen ontslag neemt. |
| Fernand Van Doorne              | LP        | Gent-Eeklo                | Vervangt vanaf 3 maart 1959 de overleden Achille Vleurinck. |
| Jozef Van Royen                 | CVP-PSC   | Sint-Niklaas              | |
| Omer De Mey                     | CVP-PSC   | Sint-Niklaas              | Vervangt vanaf 1 juli 1959 Frans Van Goey, die om gezondheidsredenen ontslag neemt. |
| Albert Vermaere                 | CVP-PSC   | Sint-Niklaas              | |
| Jozef Vercauteren               | BSP-PSB   | Sint-Niklaas              | Secretaris. |
| Benoit Van Acker                | CVP-PSC   | Dendermonde               | |
| Etienne Cooreman                | CVP-PSC   | Dendermonde               | |
| Julius De Pauw                  | BSP-PSB   | Dendermonde               | |
| Gustave Boeykens                | BSP-PSB   | Dendermonde               | |
| Oscar Behogne                   | CVP-PSC   | Charleroi                 | Tot 6 november 1958 ondervoorzitter en voorzitter van de commissie Economische Zaken, de commissie Buitenlandse Handel en de commissie Arbeid en Sociale Voorzorg en quaestor vanaf 8 november 1960. |
| Fernand Devilers                | CVP-PSC   | Charleroi                 | |
| Maurice Brasseur                | CVP-PSC   | Charleroi                 | Vanaf 11 november 1958 ondervoorzitter en voorzitter van de commissie Economische Zaken, de commissie Landsverdediging en de commissie Openbaar Onderwijs. Vanaf 29 november 1960 tevens voorzitter van de commissie Buitenlandse Handel en de commissie Economische Coördinatie. |
| Arthur Gailly                   | BSP-PSB   | Charleroi                 | |
| Georges Bohy                    | BSP-PSB   | Charleroi                 | Voorzitter van de BSP-PSB-fractie. |
| René De Cooman                  | BSP-PSB   | Charleroi                 | |
| Lucien Harmegnies               | BSP-PSB   | Charleroi                 | |
| Raoul Hicguet                   | BSP-PSB   | Charleroi                 | Quaestor. |
| Yvonne Lambert                  | BSP-PSB   | Charleroi                 | |
| Joseph Dedoyard                 | BSP-PSB   | Charleroi                 | |
| Clotaire Cornet                 | LP        | Charleroi                 | |
| Hilaire Willot                  | CVP-PSC   | Bergen                    | |
| Octave Lebas                    | CVP-PSC   | Bergen                    | |
| Leo Collard                     | BSP-PSB   | Bergen                    | |
| Roger Toubeau                   | BSP-PSB   | Bergen                    | |
| Henri Deruelles                 | BSP-PSB   | Bergen                    | |
| Arthur Nazé                     | BSP-PSB   | Bergen                    | |
| Roger De Looze                  | LP        | Bergen                    | |
| René Pêtre                      | CVP-PSC   | Zinnik                    | |
| Joseph Martel                   | BSP-PSB   | Zinnik                    | Vanaf 11 november 1958 ondervoorzitter en voorzitter van de commissie Algemene Zaken en de commissie Wederopbouw. Martel was tot 29 november 1960 tevens voorzitter van de commissie Arbeid en Sociale Voorzorg en vanaf 29 november 1960 voorzitter van de commissie Financiën en de commissie Openbaar Ambt. |
| Gaston Hoyaux                   | BSP-PSB   | Zinnik                    | |
| Marcel Collart                  | BSP-PSB   | Zinnik                    | |
| Charles Gendebien               | CVP-PSC   | Thuin                     | Quaestor tot 7 juli 1960. |
| Noël Duvivier                   | CVP-PSC   | Thuin                     | |
| Yvonne Deleau-Prince            | BSP-PSB   | Thuin                     | Vervangt vanaf 26 november 1959 Roger Baize, die voltijds burgemeester van Carnières wordt. Baize zelf verving van 7 juli tot 25 november 1959 de overleden Max Buset. |
| Gaston Juste                    | BSP-PSB   | Thuin                     | Secretaris. |
| Pierre Wigny                    | CVP-PSC   | Doornik-Aat               | |
| Marcel Décarpentrie             | CVP-PSC   | Doornik-Aat               | |
| Jules Hossey                    | BSP-PSB   | Doornik-Aat               | |
| Camille Vangraefschepe          | BSP-PSB   | Doornik-Aat               | |
| Henri Castel                    | BSP-PSB   | Doornik-Aat               | |
| René Lefebvre                   | LP        | Doornik-Aat               | Tot 6 november 1958 ondervoorzitter en voorzitter van de commissie Koloniën en de commissie Financiën. |
| Eugène Charpentier              | CVP-PSC   | Hoei-Borgworm             | |
| Edmond Leburton                 | BSP-PSB   | Hoei-Borgworm             | |
| Georges Housiaux                | BSP-PSB   | Hoei-Borgworm             | |
| Freddy Terwagne                 | BSP-PSB   | Hoei-Borgworm             | |
| Pierre Harmel                   | CVP-PSC   | Luik                      | |
| Paul Streel                     | CVP-PSC   | Luik                      | |
| Paul Herbiet                    | CVP-PSC   | Luik                      | |
| Auguste Olislaeger              | CVP-PSC   | Luik                      | |
| Georges Dejardin                | BSP-PSB   | Luik                      | |
| Simon Paque                     | BSP-PSB   | Luik                      | |
| Joseph-Jean Merlot              | BSP-PSB   | Luik                      | |
| Alexandrine Fontaine-Borguet    | BSP-PSB   | Luik                      | |
| André Cools                     | BSP-PSB   | Luik                      | |
| Antoine Sainte                  | BSP-PSB   | Luik                      | |
| Maurice Denis                   | BSP-PSB   | Luik                      | |
| Maurice Destenay                | LP        | Luik                      | |
| Emile-Edgard Jeunehomme         | LP        | Luik                      | |
| Théo Dejace                     | KPB-PCB   | Luik                      | |
| Jean Discry                     | CVP-PSC   | Verviers                  | |
| Albert Parisis                  | CVP-PSC   | Verviers                  | |
| Albert Baltus                   | CVP-PSC   | Verviers                  | Vervangt vanaf 27 september 1960 de overleden Pierre Kofferschläger. Kofferschläger was quaestor van 7 juli tot 14 september 1960. |
| Marcel Counson                  | CVP-PSC   | Verviers                  | |
| Germaine Copée-Gerbinet         | BSP-PSB   | Verviers                  | |
| Martin Boutet                   | BSP-PSB   | Verviers                  | |
| Alfred Bertrand                 | CVP-PSC   | Hasselt                   | |
| Paul Meyers                     | CVP-PSC   | Hasselt                   | |
| Gerard Bijnens                  | CVP-PSC   | Hasselt                   | |
| Edgard Vanthilt                 | BSP-PSB   | Hasselt                   | Werd verkozen op een kartellijst van BSP-PSB en LP. |
| Eugène De Gent                  | LP        | Hasselt                   | Quaestor. Werd verkozen op een kartellijst van BSP-PSB en LP. |
| Jozef Dupont                    | CVP-PSC   | Tongeren-Maaseik          | |
| Germaine Craeybeckx-Orij        | CVP-PSC   | Tongeren-Maaseik          | |
| Pierre Dexters                  | CVP-PSC   | Tongeren-Maaseik          | |
| Frans Robyns                    | CVP-PSC   | Tongeren-Maaseik          | |
| Pieter Wirix                    | CVP-PSC   | Tongeren-Maaseik          | |
| Walthère Thys                   | BSP-PSB   | Tongeren-Maaseik          | Vervangt vanaf 4 februari 1960 de overleden Pierre Diriken. Diriken werd verkozen op een kartellijst van BSP-PSB en LP. |
| Justin Gaspar                   | CVP-PSC   | Aarlen-Marche-Bastenaken  | |
| Camille Decker                  | CVP-PSC   | Aarlen-Marche-Bastenaken  | |
| Ernest Rongvaux                 | BSP-PSB   | Aarlen-Marche-Bastenaken  | Werd verkozen op een kartellijst van BSP-PSB en LP. |
| Philippe le Hodey               | CVP-PSC   | Neufchâteau-Virton        | |
| Désiré Lamalle                  | CVP-PSC   | Neufchâteau-Virton        | |
| Henri Cugnon                    | BSP-PSB   | Neufchâteau-Virton        | Werd verkozen op een kartellijst van BSP-PSB en LP. |
| Mathieu Jacques                 | CVP-PSC   | Dinant-Philippeville      | |
| Julien Ernest Allard            | CVP-PSC   | Dinant-Philippeville      | |
| Victor Barbeaux                 | CVP-PSC   | Dinant-Philippeville      | |
| Albert Grégoire                 | BSP-PSB   | Dinant-Philippeville      | |
| Maurice Jaminet                 | CVP-PSC   | Namen                     | Secretaris. |
| Albert Servais                  | CVP-PSC   | Namen                     | |
| Louis Namèche                   | BSP-PSB   | Namen                     | |
| Fernand Massart                 | BSP-PSB   | Namen                     | |
| Emile Lacroix                   | BSP-PSB   | Namen                     | |

## Commissies
Op 15 januari 1959 werd een parlementaire onderzoekscommissie ingesteld naar de gebeurtenissen die zich voordeden in Leopoldstad van januari 1959.